# 浅原村
浅原村（あさはらむら）は、広島県佐伯郡にあった村。現在の廿日市市の一部にあたる。

## 地理
- 河川：木野川（小瀬川）[1]

## 歴史
- 1889年（明治22年）4月1日、町村制の施行により、佐伯郡浅原村が単独で村制施行し、浅原村が発足[1][2]。
- 1918年（大正7年）養蚕組合設立[1]。
- 1924年（大正13年）電灯点灯[1]。
- 1955年（昭和30年）4月1日、佐伯郡津田町、玖島村、友和村、四和村と合併し、佐伯町を新設して廃止された[1][2]。

### 地名の由来
古に、この地に植えた麻が大いに成長したことによる。

## 産業
- 農業、養蚕、薪、製炭[1]。

## 教育
- 1875年（明治8年）浅原小学校開校[1]